# 黄金塔

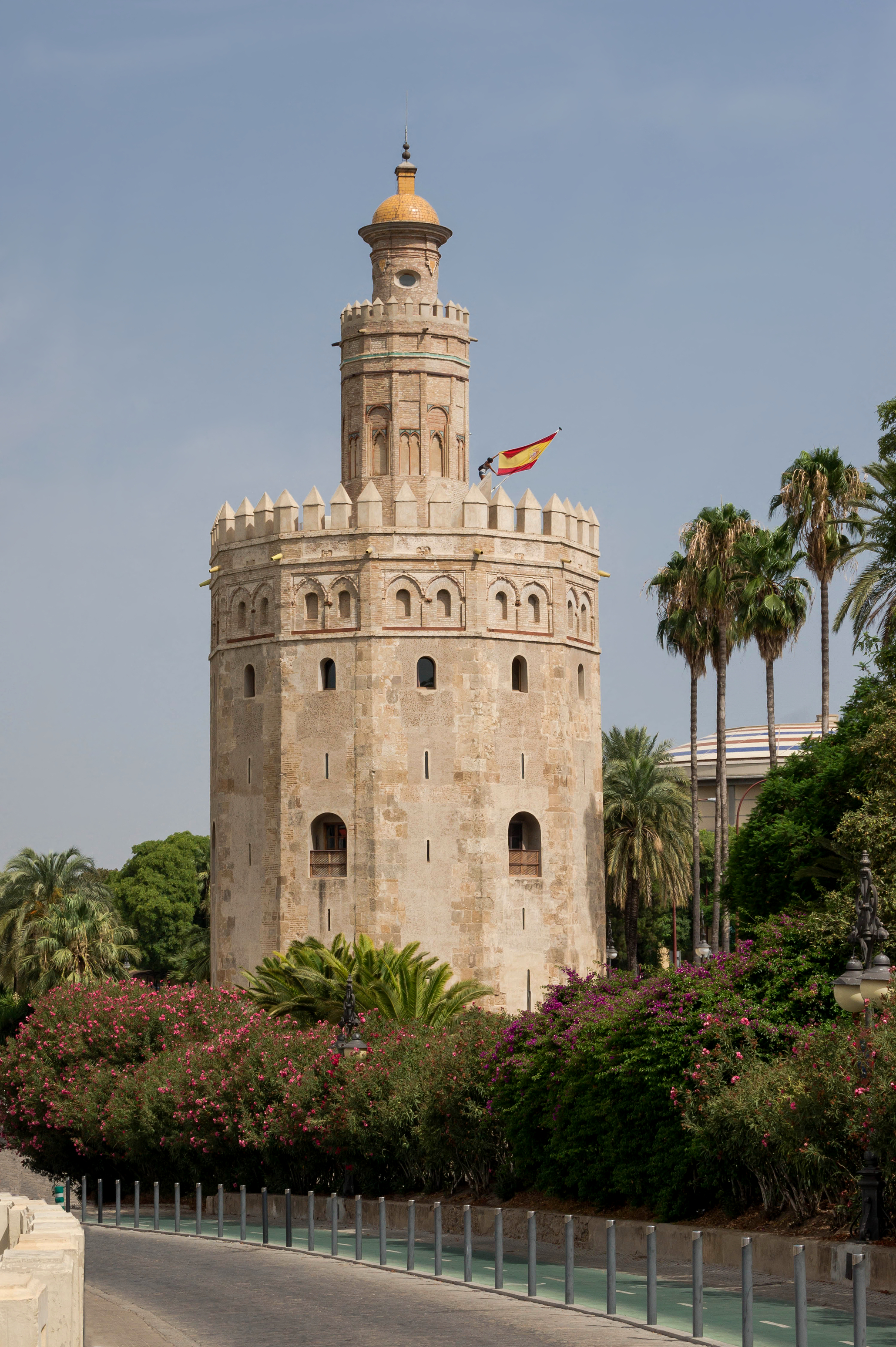
黄金塔

黄金塔（西班牙语：Torre del Oro）是西班牙塞维利亚的一座十二边形的军事瞭望塔，兴建于13世纪的穆瓦希德王朝，以控制从瓜达尔基维尔河到达塞维利亚的水路，为西班牙珍宝船队定期从美洲带回的贵金属提供安全保护，这也可能是它名称的来源。
黄金塔分为三级，最上层呈圆形，1760年增建。  
一条大型铁链从黄金塔底水中拉开，可以封锁河道。对岸的另一个定位点已经拆除或消失，有可能毁于1755年里斯本大地震。1248年在收复失地运动中，该市用铁链防御卡斯蒂利亚舰队。 
今天黄金塔，已被修复，作为海军博物馆，包含版画，信件，模型，工具和历史档案。博物馆概述了塞维利亚的海军历史和这条河流的重要性。 